# Sachs–Hornbostel-féle osztályozás
A Sachs–Hornbostel-féle osztályozás a hangszerek osztályozásának Erich Moritz von Hornbostel és Curt Sachs által publikált rendszere, amely először a Zeitschrift für Ethnologie című kiadványban, 1914-ben jelent meg. Ez napjainkban a hangszerek tudományos osztályozásának legelterjedtebb módszere.
Az osztályozás alapjait még a 19. században Victor-Charles Mahillon fektette le, aki a brüsszeli konzervatórium hangszergyűjteményének kurátora volt. Mahillon a hangszereket négy fő kategóriába sorolta elsődleges hangképzésük természete alapján, tehát hogy levegőoszlop, kifeszített húr, membrán vagy a szilárd hangszertest rezgése következtében jön-e létre bennük a hang. Ez a rendszer elsősorban a klasszikus nyugati zenéhez használt hangszereket osztályozta, a Hornbostel–Sachs-rendszertan ezt kibővítve lehetővé tette, hogy szinte bármely zenekultúra akármelyik hangszere a rendszerbe illeszthető legyen.
Formailag hasonlít a könyvtári besorolásra használt Dewey-féle tizedes osztályozásra. Négy fő kategóriája van, azt osztja tovább lépésről lépésre, szintről szintre, minden szinten egy-egy decimális számjegyet rendelve hozzá. Végeredményképpen minden hangszernek így egyértelműen megfeleltethető egy sokjegyű szám.
| hangszerek                                                            |
| --------------------------------------------------------------------- |
| 1 idiofonok – a hangszer teste saját rugalmas rezgése által ad hangot |
| 2 membranofonok – a hangkeltő kifeszített membrán                     |
| 3 kordofonok – egy vagy több húr van két pont között kifeszítve       |
| 4 aerofonok – a rezgéskeltő maga a levegő                             |
| 5 elektrofonok – a hangot az elektromos áramkör kelti                 |

## 1 Idiofonok

### 11 Ütött idiofonok
- 111 Közvetlenül ütött
  - 111.1 Összeütött – kasztanyetta, cintányér, claves
  - 111.2 Megütött – xilofon, marimba, vibrafon, gong, harang

- 112 Közvetve ütött
  - 112.1 Rázott – maracas, csengettyű
  - 112.2 Kapart – güiro, kereplő

### 12 Pengetett idiofonok – lamellofonok
- 121 Keretes pengetett – doromb

- 122 Fésűs pengetett – zenedoboz

### 13 Dörzsölt idiofonok
- 131 Dörzsölt rudak – tűhegedűk

- 132 Dörzsölt lemezek – éneklő fűrész

- 133 Dörzsölt edények – hangtálak

### 14 Fújt idiofonok
- 141 Fújt rudak – aeolidon

- 142 Fújt lemezek

## 2 Membranofonok

### 21 Ütött membranofonok
- 211 Közvetlenül ütött
  - 211.1 Edény alakú – üstdobok
  - 211.2 Csöves alakú – pergő, tam, konga, bongó
  - 211.3 Keretes

- 212 Rázva ütött – damru, den-den-daiko

### 22 Pengetett membranofonok
- pengetett dobok

(Néhányan úgy tartják, ezen csoportba tartozó hangszerek igazából kordofon hangszerek)

### 23 Dörzsölt membranofonok
- 231 Bottal dörzsölt – köcsögduda
- 232 Kötéllel dörzsölt – bika
- 233 Kézzel dörzsölt

### 24 Éneklő membranofonok
- kazoo, nádmirliton, tökmirliton

## 3 Kordofonok

### 31 Egyszerű kordofonok – citerák
- 311 Rúdciterák – zenélő íj
- 312 Csőciterák – kong ring
- 313 Tutajciterák
- 314 Deszkaciterák – csembaló, zongora, citera
- 315 Vályúciterák
- 316 Keretciterák

### 32 Összetett kordofonok
- 321 Lantok – nyugati lant, gitár, hegedű, líra
- 322 Hárfák – hárfa
- 323 Hárfalantok – kora

## 4 Aerofonok

### 41 Nyitott aerofonok
- 411 Élgerjesztett – pörgettyű, ostor
- 412 Szaggatva gerjesztett – harmonika, szájharmonika
- 413 Explozív – ceglédi kanna

### 42 Zárt aerofonok – fúvós hangszerek
- 421 Ajaksípok – furulya, fuvola, okarina, körtemuzsika
- 422 Nádsípok
  - 422.1 Kettős nádnyelvesek – oboa, fagot, angolkürt, zurna, duduk
  - 422.2 Egyszerű nádnyelvesek – klarinét, szaxofon, tárogató
- 423 Trombiták – trombita, harsona, tuba, kürt

## 5 Elektrofonok

### 51 Elektromos működésű
- elektromos orgona

### 52 Elektromos erősítéssel rendelkező
- elektromos gitár

### 53 Radioelektromos
- theremin

## Példák
Például a hegedű a következőképpen helyezkedik el a rendszerben:
- 3 kordofonok (egy vagy több húr van két pont között kifeszítve)
  - 32 összetett kordofonok (a hangszer egy húrhordozóból és a szervesen hozzáépült rezonanciatestből áll)
    - 321 lantok (a húrok a tetővel párhuzamos síkban vannak)
      - 321.3 nyeles lantok (a húrhordozó egyetlen nyélszerű nyúlvány)
        - 321.32 nyaklantok (a nyél a testből indul ki)
          - 321.322 doboz-nyaklantok (a test dobozszerű)
            - 321.322–7 dörzsöléssel szólaltatják meg
              - 321.322–71 vonós

## Külső hivatkozások
- Az osztályozás eredeti leírása a német wikipédiában
- Erich M. von Hornbostel & Curt Sachs: Systematik der Musikinstrumente. Ein Versuch
- Margaret J. Kartomi. On concepts and classifications of musical instruments – Google könyvek (angolul)